# Belmonte de Campos
Belmonte de Campos is een gemeente in de Spaanse provincie Palencia in de regio Castilië en León met een oppervlakte van 16,14 km². Belmonte de Campos telt 32 inwoners (1 januari 2016).

## Demografische ontwikkeling
Bron: INE, 1857-2011: volkstellingen